# Dmitrij Tursunov
Dmitrij Igorevič Tursunov rus. Дми́трий И́горевич Турсу́нов (* 12. prosince 1982 v Moskvě, Sovětský svaz) je současný profesionální ruský tenista. Ve své dosavadní kariéře vyhrál 6 turnajů ATP ve dvouhře a 4 turnaje ve čtyřhře.

## Finálové účasti na turnajích ATP (15)

### Dvouhra - výhry (6)
| Legenda                                                       |
| ATP International Series Gold / ATP World Tour 500 Series (0) |
| ATP International Series / ATP World Tour 250 Series (6)      |

| Č. | Datum             | Turnaj            | Povrch | Soupeř ve finále   | Výsledek       |
| 1. | 1. říjen 2006     | Bombaj, Indie     | tvrdý  | Tomáš Berdych      | 6-3, 4-6, 7-65 |
| 2. | 29. červenec 2007 | Indianapolis, USA | tvrdý  | Frank Dancevic     | 6-4, 7-5       |
| 3. | 30. září 2007     | Bangkok, Thajsko  | tvrdý  | Benjamin Becker    | 6-2, 6-1       |
| 4. | 12. leden 2008    | Sydney, Austrálie | tvrdý  | Chris Guccione     | 7-63, 7-64     |
| 5. | 5. říjen 2008     | Metz, Francie     | tvrdý  | Paul-Henri Mathieu | 7-66, 1-6, 6-4 |

### Dvouhra - prohry (2)
| Legenda                                                       |
| ATP International Series Gold / ATP World Tour 500 Series (0) |
| ATP International Series / ATP World Tour 250 Series (2)      |

| Č. | Datum             | Turnaj            | Povrch | Vítěz        | Výsledek      |
| 1. | 30. červenec 2006 | Los Angeles, USA  | tvrdý  | Tommy Haas   | 4-6, 7-5, 6-3 |
| 2. | 20. červenec 2008 | Indianapolis, USA | tvrdý  | Gilles Simon | 6-4, 6-4      |

### Čtyřhra - výhry (4)
| Legenda                                                       |
| ATP International Series Gold / ATP World Tour 500 Series (2) |
| ATP International Series / ATP World Tour 250 Series (2)      |

| Č. | Datum             | Turnaj                | Povrch | Partner        | Soupeři ve finále                    | Výsledek       |
| 1. | 14. říjen 2007    | Moskva, Rusko         | tvrdý  | Marat Safin    | Tomáš Cibulec Lovro Zovko            | 6-4, 6-2       |
| 2. | 24. únor 2008     | Rotterdam, Nizozemsko | tvrdý  | Tomáš Berdych  | Philipp Kohlschreiber Michail Južnyj | 7-5, 3-6, 10-7 |
| 3. | 28. únor 2009     | Dubaj, SAE            | tvrdý  | Rik de Voest   | Martin Damm Robert Lindstedt         | 4-6, 6-3, 10-5 |
| 4. | 26. červenec 2009 | Indianapolis, USA     | tvrdý  | Ernests Gulbis | Ashley Fisher Jordan Kerr            | 6-4, 3-6, 11-9 |

### Čtyřhra - prohry (3)
| Legenda                                                       |
| ATP International Series Gold / ATP World Tour 500 Series (0) |
| ATP International Series / ATP World Tour 250 Series (3)      |

| Č. | Datum           | Turnaj                  | Povrch | Partner        | Vítězové                       | Výsledek      |
| 1. | 22. srpen 2004  | Washington, USA         | tvrdý  | Travis Parrott | Chris Haggard Robbie Koenig    | 7-63, 6-1     |
| 2. | 18. září 2005   | Peking, Čína            | tvrdý  | Michail Južnyj | Justin Gimelstob Nathan Healey | 4-6, 6-3, 6-2 |
| 3. | 25. červen 2006 | Nottingham, V. Británie | tráva  | Igor Kunicyn   | Jonathan Erlich Andy Ram       | 6-3, 6-2      |

## Davisův pohár
Dmitrij Tursunov se zúčastnil 10 zápasů v Davisově poháru  za tým Ruska s bilancí 6-3 ve dvouhře a 2-6 ve čtyřhře.

## Postavení na žebříčku ATP na konci sezóny

### Dvouhra
| Rok    | 1998  | 1999   | 2000   | 2001   | 2002   | 2003  | 2004  | 2005  | 2006  | 2007  | 2008  |
| Pořadí | 1273. | ▲ 640. | ▲ 359. | ▲ 153. | ▼ 331. | ▲ 98. | ▲ 80. | ▲ 61. | ▲ 22. | ▼ 34. | ▲ 27. |

### Čtyřhra
| Rok    | 1998  | 1999   | 2000   | 2001   | 2002   | 2003   | 2004   | 2005   | 2006  | 2007  | 2008  |
| Pořadí | 1279. | ▲ 805. | ▲ 738. | ▲ 734. | ▲ 263. | ▼ 366. | ▲ 140. | ▼ 204. | ▲ 57. | ▼ 60. | ▲ 48. |